# 1149 Волга
1149 Волга (1149 Volga) — астероїд головного поясу, відкритий 1 серпня 1929 року.
Тіссеранів параметр щодо Юпітера — 3,250.